# Теломиан
Теломиан — порода собак, предназначенная для борьбы с опасными животными, а также для охоты и охраны. Эту породу также называют малайзийской. Эта порода официально не признана Американской ассоциацией собаководов.

## История
Считается, что предками этой породы могли быть дикие собаки динго и басенджи. Своё название порода получила благодаря реке Телом, которая протекает в Малайзии в регионе Паханг. Эти собаки жили с Оранг-асли, которые строили свои жилища высоко над землей, на сваях, чтобы защититься от ядовитых животных и насекомых. Собаки известны своей способностью лазать по лестницам, поскольку благодаря своим сильным лапам научились забираться в жилище хозяина.
Теломианы неприхотливы в уходе, хорошо приспособлены к любым условиям выживания, храбрые и преданные хозяину собаки. Они отличные охотники, а также, благодаря небольшим габаритам, подвижности и своей мгновенной реакции, прекрасные защитники от опасных животных, насекомых и змей.
В 1963 году антрополог Орвилл Эллиот, путешествующий с научной экспедицией по Малайзии, получили в подарок от вождя племени двух собак породы теломиан — кобеля и суку. Ученый отправил собак в США для изучения представителей этой породы кинологу Дж. П. Скотту. В 1973 году, в результате длительных экспериментов по скрещиванию этих собак, появились представители новой породы теломиан. Однако полученный вид сообществу собаководов не представил ценности, и породу теломиан официально не признали.
Питомники, занимающиеся разведением данной породы существуют либо в США, либо в Малайзии.  Щенков этой редкой породы не продают на интернет-сайтах. Чтобы приобрести щенка в США нужно сначала встать в очередь на покупку, а после покупки пройти регистрацию. При покупке щенка в Малайзии, привезенную собаку,  нужно также регистрировать в Америке, чтобы подтвердить ее породную принадлежность.

## Описание
Теломианы — активные собаки, ласковые по отношению к человеку, но при этом с терьерским темпераментом. Они становятся хорошими компаньонами для человека, обладая уникальный связью с хозяином. Они привязываются к хозяину, дружелюбны, чистоплотны, сообразительны. Отличные поисковики.
Общая характеристика представителей породы:
Размеры собак в зависимости от половой принадлежности имеют следующие параметры: кобель  - высота в холке — 38-50 см см; вес 13,6–20,4 кг; сука – высота в холке - 38–60 см, вес — 9-13 кг. Голова – крупная, с широким лбом, нос – черный. Уши - стоячие короткие, посажены низко, закругленные, широкие. Вьющийся хвост средней длины, толстый и сильный, поставлен немного ниже уровня позвоночника, серповидной формы. Шерсть короткая разных окрасов: чисто чёрный, чёрно-белый, коричнево-белый, красный или жёлтый. Некоторые имеют пегий окрас, у некоторых присутствует чёрная маска. Корпус крепкий, не массивный, квадратного формата, с мощной, но сухой мускулатурой. Спина короткая и прямая, поясница округлая, круп также округлый. Грудная клетка глубокая, широко развернута. Живот подтянут. Глаза цвета - темные миндалины. Шея средняя с красивым изгибом. Лапы крепкие, у задних конечностей заметен легкий наклон. Шерсть с плотным, войлокообразным, двухслойным подшёрстком. Остевой волос средней жёсткости, упругий, эластичный, густой и плотно прилегающий.
Отличительными особенностями породы является то, что у самок бывает только одна течка в год, а не две, как у других собак. Также отметим, что теломианы не лают, а воют как Басенджи — единственная в мире нелающая порода собак. Абсолютно уникальная способность Теломианов заключается в том, что они  быстро обучаются использовать свои передние лапы как руки, открывая любые двери. Они могут забираться на любые высокие преграды и стены, на которых есть выступы, карабкаться по сетке-рабице и деревянным лестницам. Ещё одной особенностью этой породы является иссиня – чёрный цвет языка, такой цвет можно встретить только у собак породы чау-чау.
Теломианы очень послушны и преданы своему хозяину, но в то же время очень самостоятельны и свободолюбивы. Они не предназначены для проживания в квартире, поскольку нуждаются в территории, которую будут охранять. Они инстинктивно чувствуют опасности и угрозы на охраняемой территории. Они также умеют отличать съедобные и несъедобные растения. Представители этой аборигенной породы быстро приспосабливаются к образу жизни владельца, графику прогулок и кормления, а также тяжёлым условиям жизни. Представители этой породы линяют очень мало и   вычесывать их достаточно один раз в неделю обычной щеткой. У Теломианов имеются прибылые пальцы, поэтому необходимо  периодически контролировать длину их когтей. В возрасте старше 5 лет, они склонны к развитию зубного камня. Как и все аборигенные собаки, Теломианы подвержены перееданию, поэтому испытывают потребность в строго сбалансированном рационе. Несмотря на перечисленные особенности, эти  собаки обладают крепким здоровьем и сильным иммунитетом. Продолжительность жизни Теломианов превышает 12 лет.